# Bahnhof Nidderau
Der Bahnhof Nidderau ist ein Kreuzungsbahnhof in der gleichnamigen Gemeinde an der Bahnstrecke Friedberg–Hanau und an der Bahnstrecke Bad Vilbel–Glauburg-Stockheim (Niddertalbahn).

## Geschichte
Der Bahnhof wurde am 1. Dezember 1879 unter dem Namen Heldenbergen-Windecken als Endpunkt des ersten Abschnitts der Bahnstrecke Friedberg–Hanau von Hanau eröffnet. Der zweite Abschnitt nach Friedberg folgte am 15. September (Güterverkehr) beziehungsweise am 15. Oktober 1881 (Personenverkehr). Bauherrin und Eigentümer waren die Preußischen Staatseisenbahnen.
Am 1. Oktober 1905 wurde die Niddertalbahn auf dem Abschnitt Heldenbergen-Windecken (heute: Nidderau)–Stockheim eröffnet. Bauherrin und Eigentümer war die Preußisch-Hessische Eisenbahngemeinschaft. Damit wurde Heldenbergen-Windecken zu einem Eisenbahnknotenpunkt in der Wetterau.
Seit dem 4. Mai 2008 gibt es auf der Niddertalbahn wieder Wochenendverkehr. Die Bahnsteige im Bahnhof Nidderau wurden neu gebaut. Zunächst wurde nur der Bahnsteig der Niddertalbahn ausgebaut und auf die Ausstiegshöhe der hier eingesetzten Doppelstockwagen auf 76 Zentimeter erhöht. Der Bahnsteig der Strecke Friedberg–Hanau wurde erst 2010 erneuert.

## Empfangsgebäude
Das stattliche Empfangsgebäude des Bahnhofs ist ein Kulturdenkmal nach dem Hessischen Denkmalschutzgesetz und steht unter Denkmalschutz. Es wurde in neobarockem Stil in drei Abschnitten errichtet: Der älteste Teil, 1880/81 entstanden, ist der mittlere Gebäudeteil mit drei Fensterachsen und den kleinen Fenstern eines Halbgeschosses unter der Dachtraufe. Der davon südlich gelegene Gebäudeteil wurde ab 1906, anlässlich des Anschlusses der Niddertalbahn, ergänzt. Schon kurze Zeit später stellte sich heraus, dass diese Erweiterung für den entstandenen Verkehr zu klein geraten war, und 1912 wurde der zweieinhalbgeschossige Gebäudeteil im Norden der Baugruppe hinzugefügt. Am Gebäude (vom Bahnsteig aus gesehen) steht noch der Schriftzug Heldenbergen-Windecken. Das denkmalgeschützte Gebäude befindet sich in einem vernachlässigten, renovierungsbedürftigen baulichen Zustand.

## Betrieb
Die Bahnstrecke Friedberg–Hanau wird im Personenverkehr seit Fahrplanwechsel im Dezember 2023 von der Hessischen Landesbahn mit der Linie RB49 (Gießen–)Friedberg–Hanau bedient, welche zum Netz des Mittelhessen-Express gehört. Es sollten dort neue Triebzüge der Baureihe 1440 zum Einsatz kommen, wegen Lieferschwierigkeiten betrieb die HLB die Linie jedoch weiterhin mit der Baureihe 442 der DB Regio Mitte, die dort bis Dezember 2023 verkehrte, bis die Neufahrzeuge einsatzbereit waren. Die Züge verkehren halbstündlich/stündlich zwischen Hanau und Friedberg und jede zweite Stunde weiter nach Gießen.
Auf der Bahnstrecke Bad Vilbel–Glauburg-Stockheim verkehren die Züge im Stundentakt (in der Hauptverkehrszeit im Halbstundentakt) von Frankfurt Hbf beziehungsweise Bad Vilbel über Niederdorfelden, Nidderau und Altenstadt nach Glauburg-Stockheim. Einige Züge verkehren nur bis/ab Bad Vilbel. Die Züge werden von DB Regio Mitte als RB34 betrieben. Zwischen beiden Linien besteht Anschluss zum Umsteigen in die jeweils anderen Züge.
Betrieblich gesehen sind die Gleisanlagen der beiden Bahnstrecken in Nidderau zwei verschiedene Bahnhöfe, die auch nur über Handweichen miteinander verbunden sind. So wird der Teil der Bahnstrecke Friedberg–Hanau aus einem Relaisstellwerk am Bahnhof gesteuert, während der Teil der Strecke Bad Vilbel–Glauburg-Stockheim von einem elektronischen Stellwerk aus Altenstadt ferngesteuert wird.

## Verbindungen
| Linie | Verlauf | Takt | Betreiber      |
| ----- | --- | --- | -------------- |
| RB 34 | Niddertalbahn: (Frankfurt (Main) Hbf – Frankfurt (Main) West –) (werktags) Bad Vilbel – Bad Vilbel-Gronau – Niederdorfelden – Schöneck-Oberdorfelden – Schöneck-Kilianstädten – Schöneck-Büdesheim – Nidderau-Windecken – Nidderau – Nidderau-Eichen – Altenstadt-Höchst – Altenstadt (Hess) – Altenstadt-Lindheim – Glauburg-Glauberg – Glauburg-Stockheim Stand: Fahrplanwechsel Dezember 2021 | 30/60 min (wochentags) 60 min (Wochenende) | DB Regio Mitte |
| RB 49 | Gießen – Großen Linden – Lang Göns – Kirch Göns – Butzbach – Ostheim (b Butzbach) – Bad Nauheim – Friedberg (Hess) – Assenheim (Oberhess) – Nidderau – Ostheim (Kr Hanau) – Bruchköbel – Hanau Nord – Hanau Hbf Stand: Fahrplanwechsel Dezember 2021 | 60/120 min (Gießen–Friedb. wochentags) 30/60 min (Friedb.–Hanau wochentags) 120 min (Gießen–Friedb. Wochenende) 60 min (Friedb.–Hanau am Wochenende) | HLB Hessenbahn |

Am Nidderauer Bahnhof halten einige Regional- und Stadtbuslinien.